# Sentier du Voyageur
Le Sentier du Voyageur (en italien : Sentiero del Viandante) est un sentier d'excursion d'environ 45 km qui suit la partie orientale de la rive du lac de Côme.

## Étymologie
Le nom italien "sentiero del Viandante" est une invention récente qui remonte à 1992, lorsque la récupération et la restauration des différents tronçons de l'itinéraire par la société de promotion touristique de Lecco ont été achevées. Pietro Pensa, qui a également écrit un roman intitulé La strada del Viandante (1984), a été le premier à s’intéresser à la redécouverte du chemin.
Dans le passé, la voie de communication de la côte est était appelée "via Ducale" ou "via Regia" ; récemment, certaines sections avaient la dénomination "Napoléonienne" pour les interventions de réinitialisation effectuées à l'âge napoléonien.

## Itinéraire
Le chemin emprunte une série de routes qui reliaient jadis les villages de la rive est du lac de Lecco à Colico et qui faisaient partie d’un réseau plus vaste de liaisons entre Milan et les cols alpins, comme le col du Septimer. L'origine du réseau de communication n'est pas certaine, attribuée par certains à l'époque romaine. Cela constituait sûrement un système alternatif au transport par bateau sur le lac, mais plus pratique, reliant différentes fortifications de la région.
Le tronçon initial entre Lecco et Abbadia Lariana a en partie disparu en raison de la construction de voies de communication plus étendues, dont récemment la route nationale 36.
Entre Génico (Lierna) et le château de Vezio (Perledo-Varenna), l'itinéraire est présenté avec deux parcours possibles. La variante haute, considérée comme la plus ancienne, culmine à 992 m d'altitude à l'église de San Pietro in Ortanella (Esino Lario). Auparavant, il y avait un plus grand nombre de routes et de chemins alternatifs. Il était probablement également utilisé par les pèlerins et sur le chemin, il y avait d'anciennes églises et monastères pour accueillir les voyageurs
À partir du milieu du XIXe siècle, il a été abandonné en raison de la construction des tunnels routiers Spluga, aujourd'hui une route qui a considérablement amélioré les modes de transport.
Actuellement, certaines parties de l'itinéraire sont sur des routes pavées, proches ou dans des zones habitées. Le chemin actuel débute à Abbadia Lariana et se termine à Piantedo.
Généralement, les guides indiquent la division du parcours en 4 étapes :
- Abbadia Lariana - Lierna
- Lierna - Château de Vezio
- Château de Vezio - Dervio
- Dervio - Piantedo

La présence des gares ferroviaires de la ligne Lecco-Tirano permet aux randonneurs d'établir des étapes de différentes longueurs.

### Balisage et notoriété
Le parcours est balisé en blanc et rouge comme tous les chemins de grande randonnée (GR 145 FFRP).
L'association Il Sentiero del Viandante publie des guides, effectue des études et soutient la mise en place d'un balisage et de structures d'accueil sur l'ensemble du parcours. Ce chemin, qui se fait traditionnellement à pied et est également un itinéraire cyclable EuroVelo (EV 5).
Plusieurs régions d'Italie travaillent à une revitalisation de ce parcours, sur le modèle du pèlerinage de Saint-Jacques de Compostelle. L’objectif de ce projet est de proposer un « produit culturel » et de permettre aux régions traversées d’en tirer le meilleur profit économique.

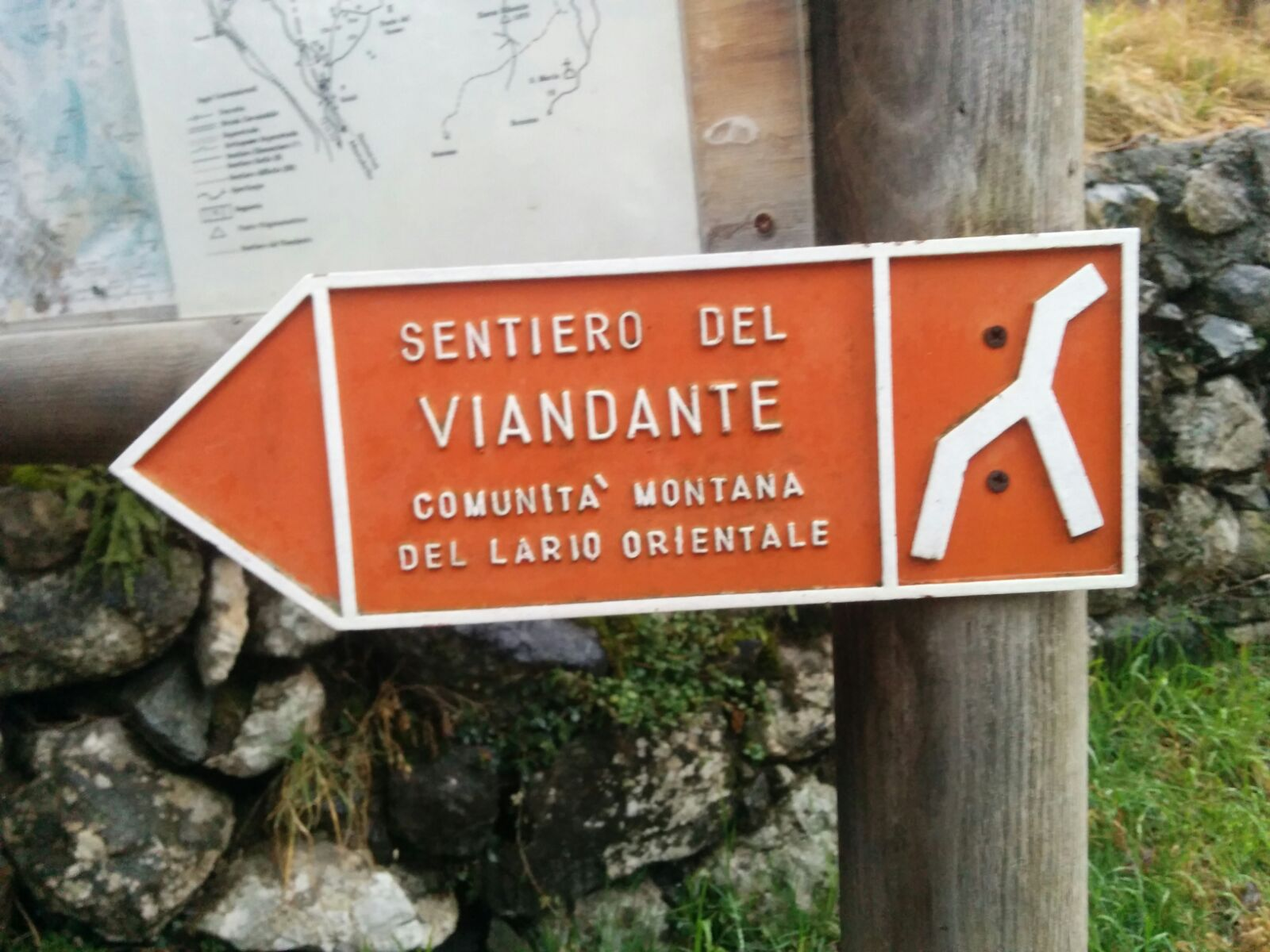
Panneau indicateur.
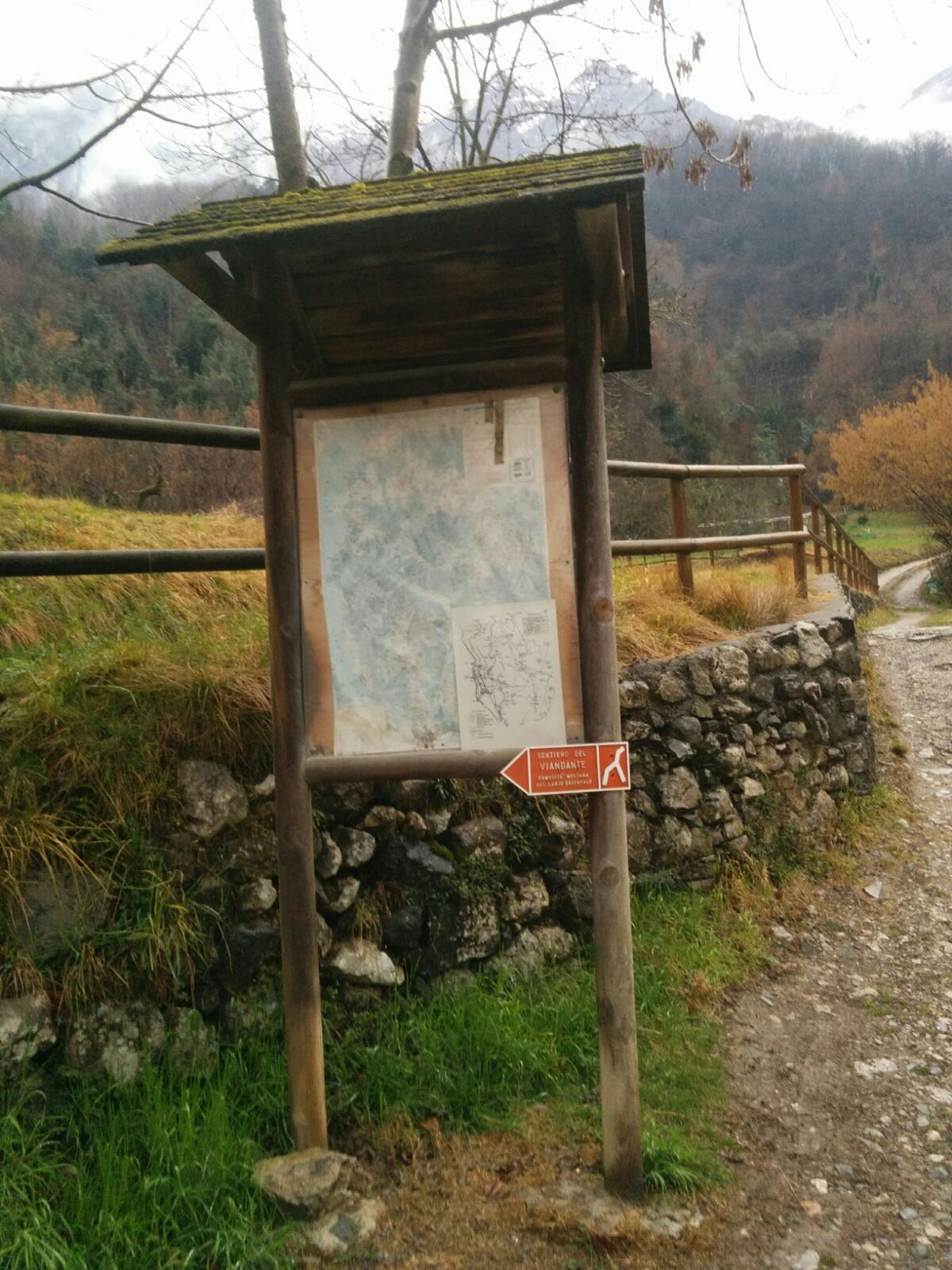
Panneau avec une carte de l'itinéraire.
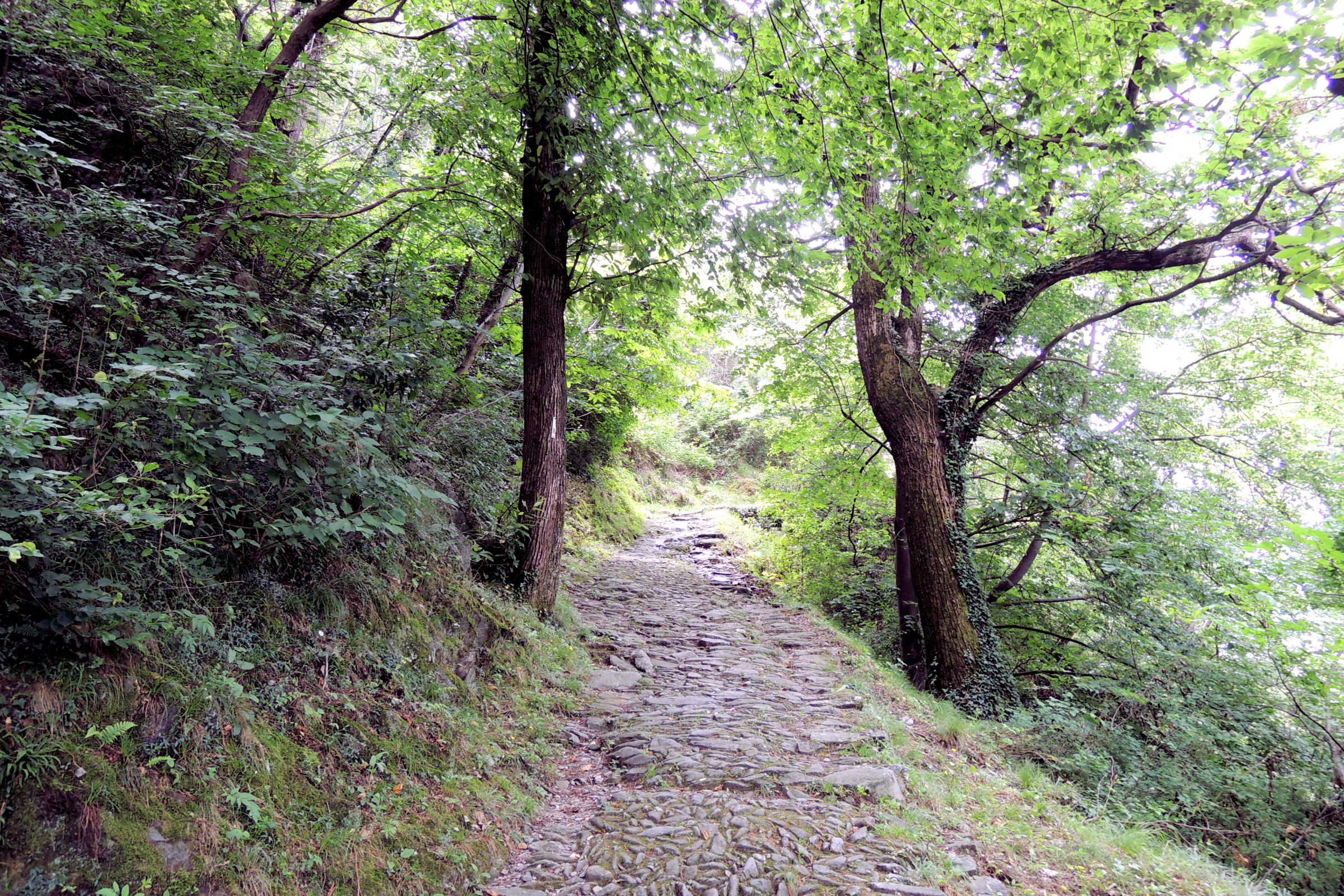
Portion du sentier.

## Épreuve sportive
Depuis 2014, un événement sportif appelé Trail del Viandante a lieu sur une partie du parcours.